# La Neuville-d'Aumont

La Neuville-d'Aumont este o comună în departamentul Oise, Franța. În 1 ianuarie 2018 avea o populație de 322 de locuitori.